# Lightning Bolt
Lightning Bolt là một ban nhạc noise rock người Mỹ từ Providence, Rhode Island, Hoa Kỳ, gồm hai thành viên Brian Chippendale (trống, hát) và Brian Gibson (guitar bass). Ban nhạc thành lập năm 1994, ký hợp đồng với Load Records năm 1997, và phát hành album đầu tay hai năm sau đó. Tổng cộng, Lightning Bolt đã phát hành bảy album phòng thu, nhiều đĩa đơn vinyl, và xuất hiện trên nhiều album tổng hợp. Lightning Bolt được xếp ở vị trí số 8 trong danh sách Metacritic's Artists of the Decade 2000-09.
Lightning Bolt có các buổi biểu diễn trực tiếp kiểu "dã chiến", thường chơi nhạc trên mặt đất chứ không phải trên sàn diễn, với khán giả tập hợp chung quanh. Âm thanh của Lightning Bolt thường nhanh và mạnh mẽ, dù ban nhạc liệt kê những nhà soạn nhạc như Philip Glass và Sun Ra làm nguồn ảnh hưởng.

## Lịch sử
Lightning Bolt được thành lập khi Chippendale và Gibson theo học Trường Thiết kế Rhode Island tại Providence, Rhode Island, và Chippendale nghe nói về "một cậu nhóc mới có ngón đàn guitar bass." Hai người lập ra Lightning Bolt, Brian Chippendale chơi trống, Brian Gibson chơi guitar bass. Sau buổi diễn đầu tiên của nhóm, Hisham Bharoocha gia nhập, thực hiện phần hát và guitar. Bharoocha rời nhóm năm 1996 để theo đuổi một ban nhạc khác mà cuối cùng sẽ trở thành Black Dice, và Chippendale quyết định tự mình thực hiện phần hát. Nhạc khúc duy nhất với Bharoocha được chính thức phát hành là một track trên album tổng hợp Repopulation Program. Trong những năm đầu, Lightning Bolt chủ yếu là một ban nhạc ứng tác, lưu diễn nước Mỹ hàng tháng trời và "chỉ chơi nhạc thôi". Việc soạn nhạc và thu âm album chỉ xuất hiện vào năm 1997, khi Ben McOsker, người thành lập Load Records, tiếp cận bộ đôi.
Thời kỳ đầu này, Chippendale và bạn cùng phòng Matt Brinkman bắt đầu thực hiện Fort Thunder, một nơi bị bỏ hoang tại Olneyville, Providence. Nơi này sau đó trở thành điểm hẹn của nhiều nghệ sĩ và nhạc công avant-garde địa phương, như Brian Ralph và chính Lightning Bolt.

## Các thành viên
- Brian Chippendale - trống, hát (1994-hát)
- Brian Gibson - bass (1994-hát)

Cựu thành viên
- Hisham Bharoocha - hát (1994-1996)

## Đĩa nhạc

### Albums
- Lightning Bolt (Load) (1999)
- Zone 50-minute companion cassette (Load) (1999)
- Ride the Skies (Load) (2001)
- Wonderful Rainbow (Load) (2003)
- Hypermagic Mountain (Load) (2005)
- Earthly Delights (Load) (2009)
- Oblivion Hunter (Load) (2012)
- Fantasy Empire (Thrill Jockey) (2015)

### Video
- The Power of Salad DVD (2003)